# Conyza sumatrensis
Conyza sumatrensis là một loài thực vật có hoa trong họ Cúc. Loài này được (S.F.Blake) Pruski & G.Sancho mô tả khoa học đầu tiên năm 2006.